# Ectropis cunearia
Ectropis cunearia är en fjärilsart som beskrevs av D'urban 1861. Ectropis cunearia ingår i släktet Ectropis och familjen mätare. Inga underarter finns listade i Catalogue of Life.